# Posydiusz z Kalamy
Posydiusz z Kalamy, Święty Posydiusz, łac Possidius Calamitanus (zm. ok. 437) – święty katolicki, Ojciec Kościoła, uczeń świętego Augustyna, autor cennego życiorysu pt. Żywot świętego Augustyna (De vita Augustini) oraz Spisu dzieł świętego Augustyna, biskup.

## Żywot świętego
Do objęcia biskupstwa Kalamy (Kalima) w Numidii w 397 roku Posydiusz należał do uczniów św. Augustyna. Później brał udział w synodach zwoływanych w Kartaginie w 403, 407, 410, 411 i 419 roku i milewskim. W swojej działalności zwalczał donatyzm i pelagianizm. Będąc wysłannikiem do cesarza Honoriusza w sprawie zaostrzenia liberalnego dla heretyków prawa, poznał św. Paulina (410 rok). W tym czasie utrzymywał listowny kontakt ze św. Augustynem. W 428 roku musiał opuścić obleganą przez Wandalów Kalamę i udał się do Hippony, gdzie towarzyszył śmierci swego nauczyciela. Po powrocie na stolicę biskupią (o. 435 roku) wraz z Noatem i Sewerianem występowali przeciw propagowanemu przez króla Genzeryka arianizmowi. W 437 roku został wygnany i prawdopodobnie udał się do Italii, gdzie zmarł.

## Dzień obchodów
Jego wspomnienie liturgiczne w Kościele katolickim obchodzone jest 16 maja.